# Actinoposthiidae
De Actinoposthiidae is een familie uit de orde Acoela.

## Geslachten
De volgende geslachten zijn bij de familie ingedeeld:
- Actinoposthia An der Lan, 1936
- Archactinoposthia Dörjes, 1968
- Atriofronta Dörjes, 1968
- Childianea Faubel & Cameron, 2001
- Microposthia Faubel, 1974
- Paractinoposthia Ehlers & Dörjes, 1981
- Paraproporus Westblad, 1945
- Pseudactinoposthia Dörjes, 1968
- Tetraposthia An der Lan, 1936